# Cheder
En cheder (eller cheider, på hebreiska: חֶדֶר, ”rum”) är en traditionell grundläggande skola som lär ut hebreiska och judendomens grunder.

## Historia

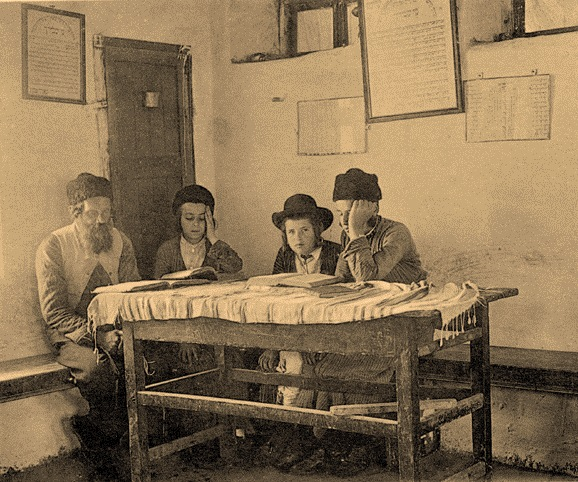
Cheder anno 1912

Chederskolor var utbredda i Europa före slutet av 1700-talet. Lektionerna hölls hemma hos lärarna, som betalades av den judiska gemenskapen eller en grupp föräldrar. Normalt gick endast gossar i dessa klasser – flickorna undervisades av sina mödrar i hemmet. Pojkar i olika åldrar undervisades i en och samma grupp.
Gossarna påbörjade sin utbildning kring fem års ålder. Efter att ha lärt sig det hebreiska alfabetet och hur man läste på hebreiska (sedan medeltiden var jiddisch det allmänna språket bland nordeuropeiska judar) studerade de Torah, och började med Vayikra och Talmud (Mishna, Gemara och andra kommentarer). De huvudsakliga inlärningsteknikerna gick ut på att läsa högt för varandra och lära sig utantill. Vid tretton eller fjorton års ålder avslutades skolgången med bar mitzvah.
De som ville fortsätta att bli rabbi eller sofer fick fortsätta sina studier på ett yeshivot (Talmuduniversitet). Berömda europeiska yeshivoter fanns i Worms, Fürth och Prag, vilka också ansågs vara de bästa. I samband med att många judar på medeltiden hade flytt till Östeuropa för att undkomma pogromerna i samband med den tidens korståg, flyttade den europeiska judenhetens intellektuella centrum med dem och fanns kvar där i århundraden.
Fram mot slutet av 1700-talet blev chedersystemet föremål för kritik från såväl ortodoxa judar som anhängare av den mer liberala haskalarörelsen. 
De ortodoxa kritikerna hävdade att lärarna inte var tillräckligt kvalificerade. Vid denna tid fick chederlärare så dåligt betalt att åtminstone de som bodde i mindre byar arbetade som slaktare, sångerskor eller till och med som dödgrävare för att försörja sig; att vara lärare var bara en fritidssyssla för dem. Ofta lät chederlärarna flytta upp eleverna en klass i förtid eftersom elever i de högre klasserna fick betala mer för lektionerna. 
Kritikerna inom haksala, som var anhängare av upplysningens ideal, kritiserade hela skolsystemet, och hävdade att det resulterade i språklig och fysisk isolering och därför hämmade judarnas integration. De föreslog extralektioner i landets språk och en mer sekulär och yrkesinriktad utbildning. Dessa idéer genomfördes under slutet av 1700-talet av tyska judar, som grundade reformskolor eller Freischulen (friskolor). Detta och införandet av obligatorisk skolundervisning ledde till slut till upplösningen av chedersystemet, åtminstone i tyskspråkiga länder, även om det fanns kvar i Östeuropa ända fram till förintelsen.

## Idag
I västländer äger somliga chedrar rum utanför ordinarie skoltid, medan andra, särskilt ortodoxt judiska, drivs som heltidsskolor. I Israel drivs de som heltidsskolor.